# Интегрирование рациональных функций
Интегрирование рациональных функций — операция взятия неопределённого интеграла от рациональной функции. Известно, что первообразная рациональной функции выражается в виде суммы рациональных функций, натуральных логарифмов и арктангенсов. Обычно такое интегрирование выполняется при помощи разложения дроби на простейшие, однако иногда могут использоваться и другие способы, например метод Остроградского.

## Разложение на простейшие
Самым известным способом интегрирования рациональной функции является разложение дроби на простейшие. Впервые оно было использовано Исааком Барроу для вычисления интеграла от секанса.
Из алгебры известно, что любую рациональную функцию можно представить как сумму многочлена и конечного числа дробей определённого вида, называемых простейшими. Простейшая дробь над действительными числами — это дробь одного из следующих двух видов:
- {\displaystyle {\frac {A}{(x-x_{0})^{k}}}}
- {\displaystyle {\frac {Bx+C}{(x^{2}+px+q)^{k}}}}, где {\displaystyle x^{2}+px+q} — квадратный трёхчлен с отрицательным дискриминантом.

Каждая из таких дробей затем интегрируется отдельно. Таким образом, разложение дроби на простейшие сводит задачу интегрирования произвольной рациональной функции к интегрированию простейших дробей.
Разложение дроби на простейшие строится следующим образом. Пусть требуется построить разложение дроби {\displaystyle {\frac {P(x)}{Q(x)}}}. Без ограничения общности можно считать, что дробь несократимая и знаменатель имеет коэффициент {\displaystyle 1} при старшей степени (если это не так, то сократим дробь и внесём старший коэффициент знаменателя в числитель). Правильная дробь в своём разложении на простейшие содержит только сумму правильных дробей, неправильная же ещё и многочлен. Однако случай неправильной дроби довольно просто сводится к случаю правильной. Для этого используют приём, называемый выделением целой части: числитель дроби делят с остатком на знаменатель; полученное в результате деления неполное частное {\displaystyle G(x)} и остаток {\displaystyle R(x)} позволяют представить изначальную дробь в виде {\displaystyle {\frac {P(x)}{Q(x)}}=G(x)+{\frac {R(x)}{Q(x)}}}. Дробь {\displaystyle {\frac {R(x)}{Q(x)}}} уже является правильной и может быть разложена в сумму одних только простейших дробей. Если же дробь {\displaystyle {\frac {P(x)}{Q(x)}}} изначально была правильной, то этот шаг делать не нужно.
Разложение правильной дроби может иметь лишь простейшие слагаемые определённого вида, который зависит только от многочлена {\displaystyle Q(x)}. Как известно, любой приведённый многочлен над действительными числами может быть разложен в произведение приведённых линейных двучленов и приведённых квадратных трёхчленов с отрицательными дискриминантами. Разложим знаменатель дроби в такое произведение:
{\displaystyle Q(x)=(x-x_{1})^{k_{1}}...(x-x_{l})^{k_{l}}(x^{2}+p_{1}x+q_{1})^{m_{1}}...(x^{2}+p_{n}x+q_{n})^{m_{n}}} (здесь {\displaystyle k_{j}} и {\displaystyle m_{j}} — кратности соответствующих множителей, то есть количество раз, которое множитель входит в произведение).
Все простейшие дроби в разложении содержат в знаменателе степень одного из таких множителей, причём эта степень меньше или равна кратности соответствующего множителя. К примеру: если в разложении {\displaystyle Q(x)} содержится множитель {\displaystyle (x-x_{0})^{k}}, то в разложении на простейшие дроби содержится сумма
{\displaystyle {\frac {A_{1}}{x-x_{0}}}+{\frac {A_{2}}{(x-x_{0})^{2}}}+{\frac {A_{3}}{(x-x_{0})^{3}}}+...+{\frac {A_{k}}{(x-x_{0})^{k}}}}
Аналогично, если в разложении {\displaystyle Q(x)} содержится множитель {\displaystyle (x^{2}+px+q)^{m}}, то в разложении на простейшие дроби содержится сумма
{\displaystyle {\frac {B_{1}x+C_{1}}{x^{2}+px+q}}+{\frac {B_{2}x+C_{2}}{(x^{2}+px+q)^{2}}}+...+{\frac {B_{m}x+C_{m}}{(x^{2}+px+q)^{m}}}}
Общий вид разложения правильной дроби на простейшие представляет сумму всех таких сумм для каждого множителя в разложении многочлена {\displaystyle Q(x)}. Таким образом, общий вид разложения на простейшие
{\displaystyle {\frac {R(x)}{Q(x)}}=\sum _{j=1}^{l}\sum _{i=1}^{k_{j}}{\frac {A_{ji}}{(x-x_{j})^{i}}}+\sum _{j=1}^{n}\sum _{i=1}^{m_{j}}{\frac {B_{ji}x+C_{ji}}{(x^{2}+p_{j}x+q_{j})^{i}}}}
При этом некоторые слагаемые могут быть равны нулю.
Общий вид разложения дроби нужен для наиболее известного способа разложения дроби на простейшие — метода неопределённых коэффициентов. Его суть заключается в составлении уравнений на неизвестные коэффициенты разложения. Записывается равенство правильной дроби и её разложения на простейшие с неопределёнными коэффициентами. Затем каким-либо способом составляются уравнения на эти коэффициенты и система из уравнений решается.
Наиболее очевидный способ составления уравнений — это умножить обе части на многочлен {\displaystyle Q(x)} и приравнять коэффициенты при одинаковых степенях {\displaystyle x}.
Процедуру разложения на простейшие дроби проще всего описать на примерах.
{\displaystyle {\frac {1}{(x-1)^{2}(x-2)}}}.

Записываем общий вид её разложения на простейшие с неопределёнными коэффициентами.
{\displaystyle {\frac {1}{(x-1)^{2}(x-2)}}={\frac {A}{x-1}}+{\frac {B}{(x-1)^{2}}}+{\frac {C}{x-2}}}
Умножаем на {\displaystyle Q(x)}
{\displaystyle 1=A(x-1)(x-2)+B(x-2)+C(x-1)^{2}}
Раскрываем скобки
{\displaystyle 1=Ax^{2}-2Ax-Ax+2A+Bx-2B+Cx^{2}-2Cx+C}
{\displaystyle 1=Ax^{2}+Cx^{2}-3Ax+Bx-2Cx+2A-2B+C}
{\displaystyle 1=(A+C)x^{2}+(-3A+B-2C)x+(2A-2B+C)}
Приравниваем коэффициенты при одинаковых степенях:
{\displaystyle {\begin{cases}A+C=0,\\-3A+B-2C=0,\\2A-2B+C=1;\end{cases}}}
Получили систему уравнений. Решаем её. Из первого уравнения:
{\displaystyle A=-C}
Подставляем во второе и третье
{\displaystyle {\begin{cases}3C+B-2C=0,\\-2C-2B+C=1;\end{cases}}}
{\displaystyle {\begin{cases}C+B=0,\\-C-2B=1;\end{cases}}}
Складываем уравнения
{\displaystyle -B=1}
{\displaystyle B=-1}
Из первого уравнения последней системы:
{\displaystyle C=-B=1}
Из полученного в начале соотношения на {\displaystyle A}
{\displaystyle A=-C=-1}
Все коэффициенты разложения найдены.
{\displaystyle {\frac {1}{(x-1)^{2}(x-2)}}=-{\frac {1}{x-1}}-{\frac {1}{(x-1)^{2}}}+{\frac {1}{x-2}}}
Уравнения получаемые простым приравниваем коэффициентов при одинаковых степенях часто довольно сложные. Для получения более простых уравнений часто используют подстановки вместо {\displaystyle x} определённых значений.
{\displaystyle {\frac {1}{(x-1)^{3}(x-2)}}={\frac {A}{x-1}}+{\frac {B}{(x-1)^{2}}}+{\frac {C}{(x-1)^{3}}}+{\frac {D}{x-2}}}
Умножаем на {\displaystyle Q(x)}
{\displaystyle 1=A(x-1)^{2}(x-2)+B(x-1)(x-2)+C(x-2)+D(x-1)^{3}}
Удобнее всего подставлять значения, обнуляющие слагаемые. Подставим 1.
{\displaystyle 1=-C}
{\displaystyle C=-1}
Подставим 2.
{\displaystyle 1=D}
Подстановка корней знаменателя помогает очень легко находить коэффициенты дробей со старшей степенью в знаменателе. Если мы бы приравнивали коэффициенты при равных степенях, уравнения бы были гораздо сложнее. Однако, как видно из примера, для нахождения остальных коэффициентов нужно использовать другие приёмы.
Для нахождения коэффициента при первой степени знаменателя можно использовать подстановку бесконечности.
{\displaystyle {\frac {1}{(x-1)^{3}(x-2)}}={\frac {A}{x-1}}+{\frac {B}{(x-1)^{2}}}-{\frac {1}{(x-1)^{3}}}+{\frac {1}{x-2}}}
Умножим обе части на {\displaystyle x-1}
{\displaystyle {\frac {1}{(x-1)^{2}(x-2)}}=A+{\frac {B}{x-1}}-{\frac {1}{(x-1)^{2}}}+{\frac {x-1}{x-2}}}
Подставим бесконечность. Под подстановкой бесконечности здесь понимается предел при стремлении {\displaystyle x} к бесконечности, то есть
{\displaystyle {\frac {F(x)}{H(x)}}{\Bigg |}_{x=\infty }=\lim _{x\to \infty }{\frac {F(x)}{H(x)}}}
В свою очередь предел при стремлении аргумента к бесконечности очень просто определяется: если степень числителя больше степень знаменателя, то предел — {\displaystyle \infty }, если меньше, то предел — 0, если равна, то предел равен отношению коэффициентов при старших степенях.
Вернёмся к нашему примеру. Подставим бесконечность.
{\displaystyle 0=A+1}
{\displaystyle A=-1}
Оставшийся коэффициент можно найти приравниванием коэффициента при одинаковой степени {\displaystyle x}, содержащего {\displaystyle B}. Проще всего будет приравнять свободные члены, поскольку их можно посчитать сразу без долгого раскрытия скобок.
{\displaystyle 1=-(x-1)^{2}(x-2)+B(x-1)(x-2)-1(x-2)+(x-1)^{3}}
Приравниваем свободные члены.
{\displaystyle 1=2+2B+2-1}
{\displaystyle 2B=-2}
{\displaystyle B=-1}
Все коэффициенты найдены.
{\displaystyle {\frac {1}{(x-1)^{3}(x-2)}}=-{\frac {1}{x-1}}-{\frac {1}{(x-1)^{2}}}-{\frac {1}{(x-1)^{3}}}+{\frac {1}{x-2}}}
Последний приём также довольно удобен на практике: старший и свободный член легко получить без раскрытия скобок, поэтому этот приём применяется наряду с подстановками.
Корни многочленов с отрицательным дискриминантом не являются действительными. Однако ничего не мешает подставить в уравнение комплексный корень.
{\displaystyle {\frac {1}{(x-1)(x^{2}+1)^{2}}}={\frac {A}{x-1}}+{\frac {Bx+C}{(x^{2}+1)}}+{\frac {Dx+E}{(x^{2}+1)^{2}}}}
Умножим на знаменатель.
{\displaystyle 1=A(x^{2}+1)^{2}+(Bx+C)(x^{2}+1)(x-1)+(Dx+E)(x-1)}
Подставляем {\displaystyle 1}.
{\displaystyle 1=4A}
{\displaystyle A={\frac {1}{4}}}
Подставим {\displaystyle i}.
{\displaystyle 1=(Di+E)(i-1)}
А теперь приравняем действительную и мнимую часть чтобы получить уравнение с действительными числами.
{\displaystyle 1=-D-Di+Ei-E}
{\displaystyle {\begin{cases}1=-D-E\\0=-D+E\end{cases}}}
{\displaystyle -2D=1}
{\displaystyle D=-{\frac {1}{2}}}
{\displaystyle E=D=-{\frac {1}{2}}}
Подстановка сопряжённого корня {\displaystyle -i} после приравнивания действительной и мнимой части даст те же самые уравнения, поэтому для нахождения оставшихся коэффициентов она не имеет смысла.
Коэффициент {\displaystyle C} найдём приравниванием свободных членов.
{\displaystyle 1={\frac {1}{4}}-C+{\frac {1}{2}}}
{\displaystyle C=-{\frac {1}{4}}}
Коэффициент {\displaystyle B} найдём подстановкой бесконечности. 
{\displaystyle {\frac {1}{(x-1)(x^{2}+1)^{2}}}={\frac {\displaystyle {\frac {1}{4}}}{x-1}}+{\frac {Bx-\displaystyle {\frac {1}{4}}}{(x^{2}+1)}}+{\frac {-\displaystyle {\frac {1}{2}}x-\displaystyle {\frac {1}{2}}}{(x^{2}+1)^{2}}}}
Умножаем на {\displaystyle x-1}.
{\displaystyle {\frac {1}{(x^{2}+1)^{2}}}={\frac {1}{4}}+{\frac {\left(Bx-\displaystyle {\frac {1}{4}}\right)(x-1)}{(x^{2}+1)}}+{\frac {\left(-\displaystyle {\frac {1}{2}}x-\displaystyle {\frac {1}{2}}\right)(x-1)}{(x^{2}+1)^{2}}}}
Подставляем бесконечность.
{\displaystyle 0={\frac {1}{4}}+B}
{\displaystyle B=-{\frac {1}{4}}}
Все коэффициенты найдены.
{\displaystyle {\frac {1}{(x-1)(x^{2}+1)^{2}}}={\frac {\displaystyle {\frac {1}{4}}}{x-1}}+{\frac {-\displaystyle {\frac {1}{4}}x-\displaystyle {\frac {1}{4}}}{(x^{2}+1)}}+{\frac {-\displaystyle {\frac {1}{2}}x-\displaystyle {\frac {1}{2}}}{(x^{2}+1)^{2}}}}
Вообще подставлять можно абсолютно любое значение, не обязательно корень знаменателя или бесконечность. В особо трудных случаях это может быть проще, чем рассчёт и приравнивание коэффициентов при одинаковых степенях {\displaystyle x}.
Иногда разложение на простейшие можно получить просто преобразовывая выражения.
{\displaystyle {\frac {x^{2}-1}{x(x^{2}+1)^{2}}}={\frac {x^{2}-(x^{2}+1)+x^{2}}{x(x^{2}+1)^{2}}}={\frac {2x}{(x^{2}+1)^{2}}}-{\frac {1}{x(x^{2}+1)}}={\frac {2x}{(x^{2}+1)^{2}}}-{\frac {(x^{2}+1)-x^{2}}{x(x^{2}+1)}}={\frac {2x}{(x^{2}+1)^{2}}}-{\frac {1}{x}}+{\frac {x}{x^{2}+1}}}
Для расчёта коэффициентов при дробях с линейным двучленом в знаменателе существует прямая формула. Пусть в разложении {\displaystyle Q(x)} на неприводимые множители есть линейный множитель {\displaystyle x-a}, {\displaystyle m} ― его кратность. В разложении на простейшие содержатся слагаемые вида {\displaystyle {\frac {B_{j}}{(x-a)^{k}}}}, где {\displaystyle 1\leq k\leq m}. Тогда:
{\displaystyle B_{k}={\frac {1}{(m-k)!}}\left({\frac {P(x)(x-a)^{m}}{Q(x)}}\right)^{(m-k)}{\Bigg |}_{x=a}}
Здесь имеется в виду подстановка после сокращения дроби, поскольку простая подстановка {\displaystyle a} в числитель и знаменатель даст деление на {\displaystyle 0}.
Покажем на примере.
{\displaystyle {\frac {x}{(x+1)^{2}(x-4)}}}
Считаем коэффициент при {\displaystyle {\frac {1}{(x-4)}}}
{\displaystyle {\frac {4}{(4+1)^{2}}}={\frac {4}{25}}}
Считаем коэффициент при {\displaystyle {\frac {1}{(x+1)^{2}}}}
{\displaystyle {\frac {-1}{-1-4}}={\frac {1}{5}}}
Считаем коэффициент при {\displaystyle {\frac {1}{x+1}}}
{\displaystyle \left({\frac {x}{x-4}}\right)'={\frac {(x-4)-x}{(x-4)^{2}}}={\frac {-4}{(x-4)^{2}}}}
{\displaystyle {\frac {-4}{{-1-4}^{2}}}=-{\frac {4}{25}}}
Все коэффициенты найдены.
{\displaystyle {\frac {x}{(x+1)^{2}(x-4)}}={\frac {\displaystyle {\frac {4}{25}}}{(x-4)}}+{\frac {\displaystyle {\frac {1}{5}}}{(x+1)^{2}}}-{\frac {\displaystyle {\frac {4}{25}}}{x+1}}}
Прямая формула даёт очень простой способ вычисления коэффициентов при дробях с первой степенью линейного двучлена и для простейших дробей позволяет почти устно находить разложение. Поэтому случай {\displaystyle k=m} выделяют отдельно. Когда мы вычисляем коэффициент при {\displaystyle {\frac {1}{(x-a)^{m}}}} мы подставляем в неё значение {\displaystyle a} «прикрывая» в знаменателе множитель {\displaystyle (x-a)^{m}}. Поэтому этот способ называют методом «прикрытия» Хевисайда.
Способ вычисления коэффициентов по общей формуле также иногда называют методом вычетов, так как по аналогичной формуле считаются комплексные вычеты
.
Таким образом, задача была сведена к интегрированию простейших дробей.

## Табличные интегралы
Несколько интегралов от рациональных функций принято запоминать, чтобы далее сводить к ним более сложные.
- {\displaystyle \int {x^{\alpha }}dx={\frac {1}{\alpha +1}}x^{\alpha +1}+C}, если {\displaystyle \alpha \neq -1}
- {\displaystyle \int {\frac {1}{x}}dx=\ln |x|+C}
- {\displaystyle \int {\frac {1}{x^{2}+a^{2}}}dx={\frac {1}{a}}\operatorname {arctg} {\frac {x}{a}}+C}, если {\displaystyle a\neq 0}
- {\displaystyle \int {\frac {1}{x^{2}-a^{2}}}dx={\frac {1}{2a}}\ln {\left|{\frac {x-a}{x+a}}\right|}+C}, если {\displaystyle a\neq 0}
- {\displaystyle \int {\frac {1}{a^{2}-x^{2}}}dx={\frac {1}{2a}}\ln {\left|{\frac {a+x}{a-x}}\right|}+C}, если {\displaystyle a\neq 0}

Последние 2 интегралы называются высокими логарифмами и их запоминание не обязательно, поскольку они могут быть сведены разложением дроби на простейшие ко второму интегралу. Интеграл от многочлена, который появляется после разложения на простейшие неправильной дроби, может быть сразу рассчитан при помощи первой формулы.

## Интегрирование дробей вида1(ax+b)k{\displaystyle {\frac {1}{(ax+b)^{k}}}}
Дроби такого вида интегрируются простым занесением линейного двучлена под дифференциал.
{\displaystyle \int {{\frac {1}{(ax+b)^{k}}}dx}={\frac {1}{a}}\int {{\frac {1}{(ax+b)^{k}}}d(ax+b)}}
В зависимости от значения {\displaystyle k} мы свели интеграл к случаю 1 или 2.
Если {\displaystyle k=1}, то
{\displaystyle {\frac {1}{a}}\int {{\frac {1}{ax+b}}d(ax+b)}={\frac {1}{a}}\ln {|ax+b|}+C}
Если {\displaystyle k>1}, то
{\displaystyle {\frac {1}{a}}\int {{\frac {1}{(ax+b)^{k}}}d(ax+b)}={\frac {1}{a(-k+1)(ax+b)^{k-1}}}+C}

## Интегрирование дробей видаax+brx2+px+q{\displaystyle {\frac {ax+b}{rx^{2}+px+q}}}
Сначала рассмотрим дробь вида {\displaystyle {\frac {1}{rx^{2}+px+q}}}.
{\displaystyle \int {\frac {1}{rx^{2}+px+q}}dx}
Для интегрирования таких дробей применяется выделение полного квадрата знаменателя. Прибавим к {\displaystyle rx^{2}+px} такое число, чтобы образовался квадрат суммы. Свернём полученное выражение в квадрат линейного двучлена. Прибавленное число вычтем из {\displaystyle q}, чтобы выражение не изменилось. Получим представление квадратного трёхчлена в виде {\displaystyle (cx+d)^{2}+e}. Полученный линейный двучлен занесём под дифференциал:
{\displaystyle \int {\frac {1}{rx^{2}+px+q}}dx=\int {\frac {1}{(cx+d)^{2}+e}}dx={\frac {1}{c}}\int {\frac {1}{(cx+d)^{2}+e}}d(cx+d)}
Мы свели интеграл к табличному; конкретный табличный интеграл определяется знаком {\displaystyle e}.
Если {\displaystyle e>0}, то обозначим {\displaystyle h={\sqrt {e}}}:
{\displaystyle {\frac {1}{c}}\int {\frac {1}{(cx+d)^{2}+e}}d(cx+d)={\frac {1}{c}}\int {\frac {1}{(cx+d)^{2}+h^{2}}}d(cx+d)={\frac {1}{ch}}\operatorname {arctg} {\frac {cx+d}{h}}+C}
Если {\displaystyle e<0}, то обозначим {\displaystyle h={\sqrt {-e}}}:
{\displaystyle {\frac {1}{c}}\int {\frac {1}{(cx+d)^{2}+e}}d(cx+d)={\frac {1}{c}}\int {\frac {1}{(cx+d)^{2}-h^{2}}}d(cx+d)={\frac {1}{2ch}}\ln {\left|{\frac {cx+d-h}{cx+d+h}}\right|}+C}
Если {\displaystyle e=0}, то:
{\displaystyle {\frac {1}{c}}\int {\frac {1}{(cx+d)^{2}}}d(cx+d)=-{\frac {1}{c}}{\frac {1}{cx+d}}+C}
{\displaystyle \int {\frac {1}{x^{2}+3x+5}}dx}
Выделим полный квадрат. Чтобы {\displaystyle x^{2}+3x} стал квадратом нужно прибавить {\displaystyle {\frac {9}{4}}}. Тогда {\displaystyle x^{2}+3x+{\frac {9}{4}}=\left(x+{\frac {3}{2}}\right)^{2}}. Чтобы это выражение стало равным знаменателю, нужно прибавить{\displaystyle {\frac {11}{4}}}.
{\displaystyle x^{2}+3x-5=x^{2}+3x+{\frac {9}{4}}+{\frac {11}{4}}=\left(x+{\frac {3}{2}}\right)^{2}+{\frac {11}{4}}}
Полный квадрат выделен. Теперь внесём получившийся двучлен под дифференциал.
{\displaystyle \int {\frac {1}{x^{2}+3x+5}}dx=\int {\dfrac {d\left(x+{\dfrac {3}{2}}\right)}{\left(x+{\dfrac {3}{2}}\right)^{2}+{\dfrac {11}{4}}}}={\frac {2}{\sqrt {11}}}\operatorname {arctg} {\frac {2x+3}{\sqrt {11}}}+C}
Для интегрирования дробей вида {\displaystyle {\frac {ax+b}{rx^{2}+px+q}}} в числителе выделяется производная знаменателя. Берётся производная знаменателя, умножается на некоторое число так, чтобы при {\displaystyle x} получилось {\displaystyle a} и затем прибавляется значение, чтобы получилось b.
Производная знаменателя есть {\displaystyle 2rx+p}. Мы умножаем её на такое число, чтобы при x получилось {\displaystyle a}.
{\displaystyle s(2rx+p)=ax+sp}.
Затем прибавляем такое число, чтобы это выражение стало равно числителю.
{\displaystyle s\left(2rx+p\right)+h=ax+b}
В таком виде и записываем числитель в интеграле.
{\displaystyle \int {\frac {s(2rx+p)+h}{rx^{2}+px+q}}dx=\int {\frac {s(2rx+p)}{rx^{2}+px+q}}dx+\int {\frac {h}{rx^{2}+px+q}}dx}
Второй интеграл уже был рассмотрен в предыдущем пункте. Осталось взять первый. Так как в числителе стоит производная знаменателя, мы без труда можем занести знаменатель под дифференциал.
{\displaystyle \int {\frac {s(2rx+p)}{rx^{2}+px+q}}dx=s\int {\frac {1}{rx^{2}+px+q}}d(rx^{2}+px+q)=s\ln {|rx^{2}+px+q|}}
{\displaystyle \int {\frac {7x-4}{x^{2}+3x+5}}dx}
Необходимо в числителе выделить производную знаменателя. Возьмём производную знаменателя.
{\displaystyle (x^{2}+3x+5)'=2x+3}
Теперь нам нужно умножением её на число и прибавлением другого числа привести к числителю. Чтобы коэффициент при {\displaystyle x} стал равен {\displaystyle 7} умножать надо на {\displaystyle {\frac {7}{2}}}.
{\displaystyle {\frac {7}{2}}(2x+3)=7x+{\frac {21}{2}}}
Чтобы получить свободным членом {\displaystyle -4} нужно вычесть {\displaystyle {\frac {29}{2}}}.
{\displaystyle 7x-4={\frac {7}{2}}(2x+3)-{\frac {29}{2}}}
Записываем это в числитель и разделяем на 2 интеграла.
{\displaystyle \int {\frac {{\dfrac {7}{2}}(2x+3)-{\dfrac {29}{2}}}{x^{2}+3x+5}}dx=\int {\frac {{\dfrac {7}{2}}(2x+3)}{x^{2}+3x+5}}dx-\int {\frac {\dfrac {29}{2}}{x^{2}+3x+5}}dx}
Второй интеграл берётся как было описано в предыдущем пункте. Он был нами взят в предыдущем примере.
{\displaystyle \int {\frac {\dfrac {29}{2}}{x^{2}+3x+5}}dx={\frac {29}{\sqrt {11}}}\operatorname {arctg} {\frac {2x+3}{\sqrt {11}}}+C}
В первом интеграле занесём знаменатель под дифференциал. Так как в числителе у нас производная знаменателя, она просто исчезнет.
{\displaystyle \int {\frac {{\dfrac {7}{2}}(2x+3)}{x^{2}+3x+5}}dx={\frac {7}{2}}\int {\frac {d(x^{2}+3x+5)}{x^{2}+3x+5}}={\frac {7}{2}}\ln {|x^{2}+3x+5|}+C}
{\displaystyle \int {\frac {7x-4}{x^{2}+3x+5}}dx={\frac {7}{2}}\ln {|x^{2}+3x+5|}-{\frac {29}{\sqrt {11}}}}\operatorname {arctg} {{\frac {2x+3}{\sqrt {11}}}+C}
Описанный метод интегрирования работает для любой дроби с квадратным трёхчленом в знаменателе, а не только с отрицательным дискриминантом. Таким образом, для дробей с двучленом с положительным дискриминантом мы рассмотрели два способа интегрирования.

## Интегрирование дробей видаax+b(rx2+px+q)m{\displaystyle {\frac {ax+b}{(rx^{2}+px+q)^{m}}}}
Дробь {\displaystyle {\frac {ax+b}{(rx^{2}+px+q)^{m}}}} интегрируется также с помощью выделения в числителе производной основания степени из знаменателя.
{\displaystyle \int {\frac {s(rx^{2}+px+q)'+g}{(rx^{2}+px+q)^{m}}}dx=s\int {\frac {d(rx^{2}+px+q)}{(rx^{2}+px+q)^{m}}}+g\int {\frac {1}{(rx^{2}+px+q)^{m}}}dx}
Левый интеграл является табличным:
{\displaystyle \int {\frac {d(rx^{2}+px+q)}{(rx^{2}+px+q)^{m}}}={\frac {1}{(-m+1)(rx^{2}+px+q)^{m-1}}}}
Правый же интеграл является самым сложным из рассмотренных здесь. Сразу же выделим полный квадрат в знаменателе. Задача сводится к взятию следующего интеграла:
{\displaystyle \int {\frac {1}{((cx+d)^{2}+e)^{m}}}\,dx}
Рассмотрим два способа его взятия.

### Рекуррентное соотношение
Обозначим {\displaystyle I_{k}=\int {\frac {1}{((cx+d)^{2}+e)^{k}}}\,dx}. Для {\displaystyle I_{k}} можно составить рекуррентное соотношение. Будем брать интеграл по частям:
{\displaystyle I_{k}=\int {\frac {1}{((cx+d)^{2}+e)^{k}}}\,dx={\frac {1}{c}}\int {\frac {1}{((cx+d)^{2}+e)^{k}}}\,d(cx+d)={\frac {cx+d}{c((cx+d)^{2}+e)^{k}}}-{\frac {1}{c}}\int (cx+d)\,d\left({\frac {1}{((cx+d)^{2}+e)^{k}}}\right)={\frac {cx+d}{c((cx+d)^{2}+e)^{k}}}+2k\int {\frac {(cx+d)^{2}}{((cx+d)^{2}+e)^{k+1}}}\,dx=}
{\displaystyle ={\frac {cx+d}{c((cx+d)^{2}+e)^{k}}}+2k\int {\frac {(cx+d)^{2}+e-e}{((cx+d)^{2}+e)^{k+1}}}\,dx={\frac {cx+d}{c((cx+d)^{2}+e)^{k}}}+2k\int {\frac {1}{((cx+d)^{2}+e)^{k}}}\,dx-2ke\int {\frac {1}{((cx+d)^{2}+e)^{k+1}}}\,dx={\frac {cx+d}{c((cx+d)^{2}+e)^{k}}}+2kI_{k}-2keI_{k+1}}
Тогда
{\displaystyle I_{k+1}={\frac {1}{2ke}}\left({\frac {cx+d}{c((cx+d)^{2}+e)^{k}}}+\left(2k-1\right)I_{k}\right)}
Интеграл {\displaystyle I_{1}} может быть взят как показано в предыдущем пункте. Затем при помощи полученной рекуррентной формулы последовательно берутся интегралы {\displaystyle I_{2},I_{3},\ldots } и так далее до нужного интеграла. Данный метод особенно удобен при интегрировании дробей после разложения на простейшие, так как сразу даёт интегралы для всех {\displaystyle k\leq m}.
{\displaystyle \int {\frac {1}{((x-1)^{2}+4)^{4}}}\,dx}
Берём последовательно интегралы.
{\displaystyle I_{1}=\int {\frac {1}{(x-1)^{2}+4}}\,dx=\int {\frac {1}{(x-1)^{2}+4}}\,d(x-1)={\frac {1}{2}}\operatorname {arctg} {\frac {x-1}{2}}}
{\displaystyle I_{2}={\frac {1}{8}}\left({\frac {x-1}{(x-1)^{2}+4}}+{\frac {1}{2}}\operatorname {arctg} {\frac {x-1}{2}}\right)={\frac {1}{8}}{\frac {x-1}{(x-1)^{2}+4}}+{\frac {1}{16}}\operatorname {arctg} {\frac {x-1}{2}}}
{\displaystyle I_{3}={\frac {1}{16}}\left({\frac {x-1}{((x-1)^{2}+4)^{2}}}+{\frac {3}{8}}{\frac {x-1}{(x-1)^{2}+4}}+{\frac {3}{16}}\operatorname {arctg} {\frac {x-1}{2}}\right)={\frac {1}{16}}{\frac {x-1}{((x-1)^{2}+4)^{2}}}+{\frac {3}{128}}{\frac {x-1}{(x-1)^{2}+4}}+{\frac {3}{256}}\operatorname {arctg} {\frac {x-1}{2}}}
{\displaystyle I_{4}={\frac {1}{24}}\left({\frac {x-1}{((x-1)^{2}+4)^{3}}}+{\frac {5}{16}}{\frac {x-1}{((x-1)^{2}+4)^{2}}}+{\frac {15}{128}}{\frac {x-1}{(x-1)^{2}+4}}+{\frac {15}{256}}\operatorname {arctg} {\frac {x-1}{2}}\right)={\frac {1}{24}}{\frac {x-1}{((x-1)^{2}+4)^{3}}}+{\frac {5}{384}}{\frac {x-1}{((x-1)^{2}+4)^{2}}}+{\frac {15}{3072}}{\frac {x-1}{(x-1)^{2}+4}}+{\frac {15}{6144}}\operatorname {arctg} {\frac {x-1}{2}}}
Результат:
{\displaystyle \int {\frac {1}{((x-1)^{2}+4)^{4}}}\,dx={\frac {1}{24}}{\frac {x-1}{((x-1)^{2}+4)^{3}}}+{\frac {5}{384}}{\frac {x-1}{((x-1)^{2}+4)^{2}}}+{\frac {15}{3072}}{\frac {x-1}{(x-1)^{2}+4}}+{\frac {15}{6144}}\operatorname {arctg} {\frac {x-1}{2}}+C}
Так как интегралы такого вида встречаются довольно редко, обычно эту рекуррентную формулу не запоминают, а просто каждый раз снова выводят. Заметим, что в формуле не накладывается никаких ограничений на знак {\displaystyle e}. Таким образом, это рекуррентное соотношение можно использовать и в случае, если квадратный трёхчлен в знаменателе имеет положительный дискриминант.

### Тригонометрическая подстановка
Интегрирование такого вида дробей также возможно при помощи тригонометрической подстановки.
Рассмотрим для начала дробь вида 
{\displaystyle {\frac {1}{((cx+d)^{2}+h^{2})^{m}}}}
Здесь есть важное отличие от рекуррентной формулы: та не зависела от знака дискриминанта и одинаково работала в любом случае; здесь же мы сразу полагаем дискриминант знаменателя отрицательным и поэтому после выделения полного квадрата можем представить {\displaystyle e} в виде квадрата положительного числа {\displaystyle h^{2}}. Вынесем {\displaystyle h^{2}} из суммы.
{\displaystyle {\frac {1}{h^{2m}\left({\dfrac {(cx+d)^{2}}{h^{2}}}+1\right)^{m}}}}
Выполним замену {\displaystyle {\frac {cx+d}{h}}=\operatorname {tg} {\varphi }}. Тогда {\displaystyle dx={\frac {h}{c\cos ^{2}\varphi }}}.
{\displaystyle \int {\frac {1}{h^{2m}\left({\dfrac {(cx+d)^{2}}{h^{2}}}+1\right)^{m}}}dx={\frac {h}{c}}\int {\frac {1}{h^{2m}(\operatorname {tg} ^{2}{\varphi }+1)^{m}\cos ^{2}\varphi }}d\varphi ={\frac {1}{ch^{2m-1}}}\int {\frac {cos^{2m}x}{\cos ^{2}\varphi }}d\varphi ={\frac {1}{ch^{2m-1}}}\int \cos ^{2m-2}\varphi d\varphi }
Данный интеграл довольно легко берётся с помощью последовательного применения формул понижения степени в случае чётной степени косинуса, и занесения косинуса под дифференциал в случае нечётной. В результате у нас получится линейная комбинация степеней синусов от чётного угла.
Далее необходимо сделать обратную замену. Для получения красивых выражений применяется следующая уловка. Выражение {\displaystyle (cx+d)^{2}+h^{2}=rx^{2}+px+q} напоминает теорему Пифагора. Если считать {\displaystyle cx+d}, {\displaystyle h} катетами, а {\displaystyle {\sqrt {rx^{2}+px+q}}} — гипотенузой, то выражение {\displaystyle {\frac {cx+d}{h}}=\operatorname {tg} {\varphi }} обретает смысл как тангенс угла между катетом {\displaystyle h} и гипотенузой, так как это отношение противолежащего катета к прилежащему. Тогда {\displaystyle \sin \varphi ={\frac {cx+d}{\sqrt {rx^{2}+px+q}}}} как отношение противолежащего катета к гипотенузе, а {\displaystyle \cos \varphi ={\frac {h}{\sqrt {rx^{2}+px+q}}}} как отношение прилежащего к гипотенузе. Нетрудной проверкой можно убедиться, что это действительно так. Данные соображения удобный способ для запоминания этих формул, но следует помнить, что это не является формальным обоснованием.
Формулы для синусов и косинусов можно и просто запомнить: синус есть деление линейного двучлена из полного квадрата на корень квадратного трёхчлена, а косинус — деление константы (точнее её корня), которая прибавляется к полному квадрату.
{\displaystyle \int {\frac {1}{(x^{2}+3x+5)^{4}}}dx=\int {\dfrac {1}{\left(\left(x+{\dfrac {3}{2}}\right)^{2}+{\dfrac {11}{4}}\right)^{4}}}dx={\frac {256}{14641}}\int {\dfrac {1}{\left(\left({\dfrac {2}{\sqrt {11}}}x+{\dfrac {3}{\sqrt {11}}}\right)^{2}+1\right)^{4}}}dx}
Делаем замену.
{\displaystyle {\dfrac {2}{\sqrt {11}}}x+{\dfrac {3}{\sqrt {11}}}=\operatorname {tg} {\varphi },\quad dx={\frac {\sqrt {11}}{2\cos ^{2}\varphi }}d\varphi }
{\displaystyle {\frac {256}{14641}}\int {\dfrac {1}{\left(\left({\dfrac {2}{\sqrt {11}}}x+{\dfrac {3}{\sqrt {11}}}\right)^{2}+1\right)^{4}}}dx={\frac {128}{1331{\sqrt {11}}}}\int {\frac {1}{(\operatorname {tg} ^{2}{\varphi }+1)^{4}\cos ^{2}\varphi }}d\varphi ={\frac {128}{1331{\sqrt {11}}}}\int \cos ^{6}\varphi d\varphi }
Чтобы не таскать константы, возьмём интеграл от косинуса в шестой отдельно.
{\displaystyle \int \cos ^{6}\varphi \,d\varphi ={\frac {1}{8}}\int \left(1+\cos {2\varphi }\right)^{3}\,d\varphi ={\frac {1}{8}}\int \left(1+3\cos {2\varphi }+3\cos ^{2}{2\varphi }+\cos ^{3}{2\varphi }\right)\,d\varphi ={\frac {1}{8}}\int \left(1+3\cos {2\varphi }+{\frac {3}{2}}+{\frac {3}{2}}\cos {4\varphi }+\cos ^{3}{2\varphi }\right)\,d\varphi =}
{\displaystyle ={\frac {1}{8}}\left({\frac {5}{2}}\varphi +{\frac {3}{2}}\sin {2\varphi }+{\frac {3}{8}}\sin {4\varphi }+\int \cos ^{3}{2\varphi }d\varphi \right)}
{\displaystyle \int \cos ^{3}{2\varphi }\,d\varphi ={\frac {1}{2}}\int \cos ^{2}{2\varphi }\,d\sin {2\varphi }={\frac {1}{2}}\int (1-\sin ^{2}\varphi )d\sin {2\varphi }={\frac {1}{2}}\sin 2\varphi -{\frac {\sin ^{3}2\varphi }{6}}+C}
В итоге
{\displaystyle \int \cos ^{6}\varphi d\varphi ={\frac {1}{8}}\left({\frac {5}{2}}\varphi +2\sin {2\varphi }+{\frac {3}{8}}\sin {4\varphi }-{\frac {1}{6}}\sin ^{3}{2\varphi }\right)+C}
Следующим шагом необходимо выразить синусы через тангенсы. Вспоминаем уловку с катетом и гипотенузой. Противолежащий катет здесь {\displaystyle x+{\frac {3}{2}}}, прилежащий — {\displaystyle {\frac {\sqrt {11}}{2}}}, гипотенуза — {\displaystyle {\sqrt {x^{2}+3x+5}}}. Тогда:
{\displaystyle \sin \varphi ={\frac {x+{\dfrac {3}{2}}}{\sqrt {x^{2}+3x+5}}}}
{\displaystyle \cos \varphi ={\frac {\dfrac {\sqrt {11}}{2}}{\sqrt {x^{2}+3x+5}}}}
Из этого получаем окончательно
{\displaystyle \sin {2\varphi }=2\sin \varphi \cos \varphi ={\frac {{\sqrt {11}}\left(x+{\dfrac {3}{2}}\right)}{x^{2}+3x+5}}}
{\displaystyle \sin {4\varphi }=2\sin {2\varphi }\cos {2\varphi }=2\sin {2\varphi }(\cos ^{2}\varphi -\sin ^{2}\varphi )={\frac {{\sqrt {11}}\left(x+{\dfrac {3}{2}}\right)}{x^{2}+3x+5}}{\frac {{\dfrac {11}{4}}-\left(x+{\dfrac {3}{2}}\right)^{2}}{x^{2}+3x+5}}={\frac {{\sqrt {11}}\left(x+{\dfrac {3}{2}}\right)(-2x^{2}-6x+1)}{(x^{2}+3x+5)^{2}}}}
Таким образом,
{\displaystyle \int {\frac {1}{(x^{2}+3x+5)^{4}}}dx={\frac {16}{1331{\sqrt {11}}}}\left({\frac {5}{2}}\operatorname {arctg} {\frac {2x+3}{\sqrt {11}}}+{\frac {2{\sqrt {11}}\left(x+{\dfrac {3}{2}}\right)}{x^{2}+3x+5}}+{\frac {{\dfrac {3{\sqrt {11}}}{8}}\left(x+{\dfrac {3}{2}}\right)(-2x^{2}-6x+1)}{(x^{2}+3x+5)^{2}}}-{\dfrac {{\dfrac {11{\sqrt {11}}}{6}}\left(x+{\dfrac {3}{2}}\right)^{3}}{(x^{2}+3x+5)^{3}}}\right)+C}
Существует вариация этого метода и для трёхчленов с положительным дискриминантом.
{\displaystyle {\frac {1}{(h^{2}-(cx+d)^{2})^{m}}}}
В такой ситуации можно сделать гиперболическую замену.
{\displaystyle {\frac {cx+d}{h}}=\operatorname {th} {\varphi }}
Затем аналогично приходим к интегралу от гиперболического косинуса в чётной степени и аналогично интегрируем его. Итоговое выражение состоит из гиперболических синусов и линейных слагаемых. В линейных слагаемых мы делаем обратную замену
{\displaystyle \varphi ={\frac {1}{2}}\ln {\left|{\frac {h+cx+d}{h-cx-d}}\right|}}
Для того, чтобы выразить гиперболические синусы, применяем аналогичный приём:
{\displaystyle \operatorname {sh} {\varphi }={\frac {cx+d}{\sqrt {h^{2}-(cx+d)^{2}}}}}
{\displaystyle \operatorname {ch} {\varphi }={\frac {h}{\sqrt {h^{2}-(cx+d)^{2}}}}}
На самом деле тригонометрические и гиперболические замены могут быть и другими. Для случая отрицательного дискриминанта возможны следующие замены:
{\displaystyle \operatorname {tg} {\varphi },\ \operatorname {ctg} {\varphi },\ \operatorname {sh} {\varphi },\ \operatorname {csch} {\varphi }={\frac {cx+d}{h}}}
Для случая положительного следующие:
{\displaystyle \sin {\varphi },\ \cos {\varphi },\ \operatorname {sec} {\varphi },\ \operatorname {cosec} {\varphi },\ \operatorname {th} {\varphi },\ \operatorname {cth} {\varphi },\ \operatorname {ch} {\varphi },\ \operatorname {sch} {\varphi }={\frac {cx+d}{h}}}
Наиболее удобны здесь замены на тангенсы и котангенсы, поскольку они приводят интеграл к интегралу от синуса или косинуса в некоторой степени, который берётся довольно просто. Остальные же замены приводят к куда более сложным интегралам.

## Комплексное разложение на простейшие
Если в коэффициентах дробей допускать комплексные числа, то разложение на простейшие заметно упрощается. В комплексных числах правильную дробь можно разложить в сумму одних только дробей вида {\displaystyle {\frac {A}{(x-a)^{k}}}}. Дроби же с квадратными знаменателями простейшими не считаются.
Использование комплексного разложения позволяет проинтегрировать дробь практически устно. Все методы вещественного разложения дроби работают и с комплексным разложением. Недостатком является то, что итоговый интеграл содержит логарифмы и дроби с комплексными числами и приведение этого выражения к выражению содержащему только вещественные числа требует дальнейших преобразований.
{\displaystyle \int {\frac {1}{(x-1)^{2}(x^{2}+1)}}dx}
Строим комплексное разложение на простейшие. Искать коэффициенты будем методом прикрытия Хевисайда.
При {\displaystyle {\frac {1}{(x-1)^{2}}}}
{\displaystyle {\frac {1}{1+1}}={\frac {1}{2}}}
При {\displaystyle {\frac {1}{(x-i)}}}
{\displaystyle {\frac {1}{2i(i-1)^{2}}}={\frac {1}{2i(-2i)}}={\frac {1}{4}}}
При {\displaystyle {\frac {1}{(x+i)}}}
{\displaystyle {\frac {1}{-2i(-i-1)^{2}}}={\frac {1}{-2i(2i)}}={\frac {1}{4}}}
При {\displaystyle {\frac {1}{x-1}}} найдём подстановкой бесконечности
{\displaystyle {\frac {1}{(x-1)^{2}(x^{2}+1)}}={\frac {\dfrac {1}{2}}{(x-1)^{2}}}+{\frac {\dfrac {1}{4}}{x-i}}+{\frac {\dfrac {1}{4}}{x+i}}+{\frac {A}{x-1}}}
Умножаем на {\displaystyle x-1} и подставляем бесконечность.
{\displaystyle 0={\frac {1}{4}}+{\frac {1}{4}}+A}
{\displaystyle A=-{\frac {1}{2}}}
Далее интегрируем.
{\displaystyle \int {\frac {1}{(x-1)^{2}(x^{2}+1)}}\,dx=-{\frac {1}{2(x-1)}}+{\frac {1}{4}}\ln {(x-i)}+{\frac {1}{4}}\ln {(x+i)}-{\frac {1}{2}}\ln {|x-1|}+C}
Теперь нам нужно избавиться от комплексных значений внутри логарифмов. Для этого складываем функции с сопряжёнными значениями.
{\displaystyle {\frac {1}{4}}\ln {(x-i)}+{\frac {1}{4}}\ln {(x+i)}={\frac {1}{4}}\ln(x^{2}+1)}
Интеграл найден.
{\displaystyle \int {\frac {1}{(x-1)^{2}(x^{2}+1)}}dx=-{\frac {1}{2(x-1)}}+{\frac {1}{4}}\ln(x^{2}+1)-{\frac {1}{2}}\ln {|x-1|}+C}
{\displaystyle \int {x+6 \over x^{2}-8x+25}\,dx=\int {x+6 \over {(x-4+3i)(x-4-3i)}}\,dx}
Находим разложение на простейшие
{\displaystyle \int {\frac {x+6}{x^{2}-8x+25}}\,dx=\left({\frac {1}{2}}+{\frac {5}{3}}i\right)\int {\frac {1}{x-4+3i}}\,dx+\left({\frac {1}{2}}-{\frac {5}{3}}i\right)\int {\frac {1}{x-4+3i}}\,dx}
После очевидного интегрирования имеем:
{\displaystyle \left({\frac {1}{2}}+{\frac {5}{3}}i\right)\ln(x-4+3i)+\left({\frac {1}{2}}-{\frac {5}{3}}i\right)\ln(x-4-3i)+C}
Сгруппируем отдельно действительные и мнимые слагаемые:
{\displaystyle {\frac {1}{2}}\left(\ln(x-4+3i)+\ln(x-4-3i)\right)+{\frac {5}{3}}i\left(\ln(x-4+3i)-\ln(x-4-3i)\right)+C}
{\displaystyle {\frac {1}{2}}\ln \left((x-4+3i)(x-4-3i)\right)+{\dfrac {5}{3}}i\ln {\dfrac {x-4+3i}{x-4-3i}}+C}
{\displaystyle {\frac {1}{2}}\ln(x^{2}-8x+25)+{\frac {5}{3}}i\ln {\frac {1-i{\dfrac {x-4}{3}}}{1+i{\dfrac {x-4}{3}}}}+C}
Как известно, арктангенс комплексного переменного выражается через логарифм:
{\displaystyle \operatorname {arctg} \,z={\frac {1}{2}}i\ln {\frac {1-i\,z}{1+i\,z}}}
Это даёт нам возможность переписать второе слагаемое через арктангенс:
{\displaystyle \int {x+6 \over x^{2}-8x+25}\,dx={\frac {1}{2}}\ln(x^{2}-8x+25)+{\frac {10}{3}}\operatorname {arctg} {\frac {x-4}{3}}+C}
Для нахождения интеграла рациональной функции комплексного переменного, комплексное разложение на простейшие используется напрямую без дальнейшего преобразования выражений. Все табличные интегралы верны и для комплексных функций, с тем лишь изменением, что арктангенс и логарифм модуля заменяются соответственно на комплексный многозначный логарифм и комплексный многозначный арктангенс.

## Общий вид интеграла рациональной функции
Из вышеприведённых методов для интеграла от рациональной функции можно составить общий вид.
{\displaystyle \int {\frac {P(x)}{\displaystyle \prod _{i=1}^{l}(x-x_{i})^{k_{i}}\displaystyle \prod _{i=1}^{n}(x^{2}+p_{i}x+q_{i})^{m_{i}}}}\,dx={\frac {T(x)}{\displaystyle \prod _{i=1}^{l}(x-x_{i})^{k_{i}-1}\displaystyle \prod _{i=1}^{n}(x^{2}+p_{i}x+q_{i})^{m_{i}-1}}}+\sum _{i=1}^{l}{A_{i}\ln {|x-x_{i}|}}+\sum _{i=1}^{n}\left({B_{i}\ln(x^{2}+p_{i}x+q_{i})+C_{i}\operatorname {arctg} {\frac {x+r_{i}}{h}}}\right)}
{\displaystyle x+r_{i}} здесь линейный двучлен, получаемый выделением полного квадрата из {\displaystyle x^{2}+p_{i}x+q_{i}}, т. е. {\displaystyle x^{2}+p_{i}x+q_{i}=(x+r_{i})^{2}+h^{2}}. Обе дроби здесь правильные. Дробь в правой части равенства называется рациональной или алгебраической частью интеграла, сумма же логарифмов и арктангенсов — трансцендентной частью.
Из этого общего вида легко можно видеть, что интеграл от дроби, не имеющей кратных корней, есть сумма одних только арктангенсов и логарифмов. В свою очередь, если кратные корни есть, то в рациональной части интеграла кратности этих корней уменьшаются на 1.

## Метод Остроградского
Если сумму логарифмов и арктангенсов представить как интеграл некоторой правильной дроби без кратных корней (эту дробь можно определить просто взяв производную), то получится следующая формула.
{\displaystyle \int {\frac {P(x)}{\displaystyle \prod _{i=1}^{l}(x-x_{i})^{k_{i}}\displaystyle \prod _{i=1}^{n}(x^{2}+p_{i}x+q_{i})^{m_{i}}}}\,dx={\frac {T(x)}{\displaystyle \prod _{i=1}^{l}(x-x_{i})^{k_{i}-1}\displaystyle \prod _{i=1}^{n}(x^{2}+p_{i}x+q_{i})^{m_{i}-1}}}+\int {\frac {H(x)}{\displaystyle \prod _{i=1}^{l}(x-x_{i})\displaystyle \prod _{i=1}^{n}(x^{2}+p_{i}x+q_{i})}}\,dx},
называемая формулой Остроградского. На этой формуле основан ещё один метод интегрирования рациональных функций — метод Остроградского. Он позволяет свести задачу к интегрированию рациональной дроби со знаменателем без кратных неприводимых множителей, которая значительно проще.
Суть метода заключается в следующем. Пусть нам нужно проинтегрировать рациональную функцию. Запишем для неё формулу Остроградского (как выше). Знаменатели дробей из формулы нам известны, числители имеют степень меньше знаменателей. Это даёт нам возможность записать в знаменатели многочлены с неопределёнными коэффициентами.
{\displaystyle T(x)=A_{s}x^{s}+\ldots +A_{1}x+A_{0}}
{\displaystyle H(x)=B_{r}x^{r}+\ldots +B_{1}x+B_{0}}
Теперь мы можем найти эти коэффициенты методом неопределённых коэффициентов. Продифференцируем это равенство и приведём к общему знаменателю. Тогда мы можем приравнять числители, приравнять коэффициенты при равных степенях и решить систему. Разумеется, тут можно использовать все те упрощения, что использовались при разложении дробей, вроде подстановок корней или подстановки бесконечности. Таким образом, задача будет сведена к интегрированию дроби со знаменателем без кратных дробей. Дробь же со знаменателем без кратных корней намного проще интегрировать. Все её коэффициенты разложения можно получить методом Хевисайда и подстановками комплексных корней.
{\displaystyle \int {\frac {x}{(x-1)^{2}(x+1)^{3}}}\,dx}
Запишем формулу Остроградского.
{\displaystyle \int {\frac {x}{(x-1)^{2}(x+1)^{3}}}\,dx={\frac {Ax^{2}+Bx+C}{(x-1)(x+1)^{2}}}+\int {\frac {Dx+E}{(x-1)(x+1)}}\,dx}
Дифференцируем.
{\displaystyle {\frac {x}{(x-1)^{2}(x+1)^{3}}}={\frac {(2Ax+B)(x-1)(x+1)^{2}-(Ax^{2}+Bx+C)((x+1)^{2}+(x-1)\cdot 2(x+1))}{(x-1)^{2}(x+1)^{4}}}+{\frac {Dx+E}{(x-1)(x+1)}}}
Вторую дробь можно сократить на {\displaystyle x+1}
{\displaystyle {\frac {x}{(x-1)^{2}(x+1)^{3}}}={\frac {(2Ax+B)(x-1)(x+1)-(Ax^{2}+Bx+C)((x+1)+(x-1)\cdot 2)}{(x-1)^{2}(x+1)^{3}}}+{\frac {Dx+E}{(x-1)(x+1)}}}
Приведём к общем знаменателю
{\displaystyle {\frac {x}{(x-1)^{2}(x+1)^{3}}}={\frac {(2Ax+B)(x-1)(x+1)-(Ax^{2}+Bx+C)((x+1)+(x-1)\cdot 2)+(Dx+E)(x-1)(x+1)^{2}}{(x-1)^{2}(x+1)^{3}}}}
Приравниваем числители.
{\displaystyle x=(2Ax+B)(x-1)(x+1)-(Ax^{2}+Bx+C)((x+1)+2(x-1))+(Dx+E)(x-1)(x+1)^{2}}
Приравняем коэффициенты при старшей степени.
{\displaystyle 0=D}
Это даёт нам возможность в будущем вновь использовать приравнивание коэффициентов при старшей степени.
{\displaystyle x=(2Ax+B)(x-1)(x+1)-(Ax^{2}+Bx+C)((x+1)+2(x-1))+E(x-1)(x+1)^{2}}
Здесь очевидны две подстановки. Подставим {\displaystyle 1}.
{\displaystyle 1=-2(A+B+C)}
Подставим {\displaystyle -1}.
{\displaystyle -1=4(A-B+C)}
Теперь приравняем старшие и младшие коэффициенты.
{\displaystyle 0=2A-A-2A+E}
{\displaystyle 0=-B-C+2C-E}
Сложим.
{\displaystyle 0=-A-B+C}
Получили 3 уравнения.
{\displaystyle \displaystyle {\begin{cases}-{\dfrac {1}{2}}=A+B+C,\\-{\dfrac {1}{4}}=A-B+C,\\0=-A-B+C;\end{cases}}}
Вычтем из первого второе.
{\displaystyle -{\frac {1}{4}}=2B}
{\displaystyle B=-{\frac {1}{8}}}
Теперь сложим первое и третье.
{\displaystyle -{\frac {1}{2}}=2C}
{\displaystyle C=-{\frac {1}{4}}}
Из последнего уравнения
{\displaystyle A=B-C=-{\frac {1}{8}}}
{\displaystyle E=A=-{\frac {1}{8}}}
Таким образом,
{\displaystyle \int {\frac {x}{(x-1)^{2}(x+1)^{3}}}\,dx=-{\frac {x^{2}+x+2}{8(x-1)(x+1)^{2}}}-{\frac {1}{8}}\int {\frac {1}{(x-1)(x+1)}}\,dx}
Последний интеграл легко берётся:
{\displaystyle \int {\frac {1}{(x-1)(x+1)}}\,dx=\int {\frac {1}{x^{2}-1}}\,dx={\frac {1}{2}}\ln {\left|{\frac {1+x}{1-x}}\right|}+C}
В итоге
{\displaystyle \int {\frac {x}{(x-1)^{2}(x+1)^{3}}}\,dx=-{\frac {x^{2}+x+2}{8(x-1)(x+1)^{2}}}-{\frac {1}{16}}\ln {\left|{\frac {1+x}{1-x}}\right|}+C}
Метод Остроградского удобен при большом количестве кратных корней. Однако сильно задачу он не упрощает, система уравнений получается не менее сложная, чем при обычном разложении на простейшие.
Метод Остроградского позволяет найти рациональную часть интеграла при помощи одних только алгебраических операций даже не зная разложения знаменателя. Пусть {\displaystyle \int {\frac {P(x)}{Q(x)}}={\frac {T(x)}{Q_{1}(x)}}+\int {\frac {H(x)}{Q_{2}(x)}}} — формула Остроградского. Тогда {\displaystyle Q_{1}(x)} есть ни что иное, как наибольший общий делитель {\displaystyle Q(x)} и {\displaystyle Q'(x)}. Его можно вычислить при помощи алгоритма Евклида. Многочлен {\displaystyle Q_{2}(x)} же можно получить поделив {\displaystyle Q(x)} на {\displaystyle Q_{1}(x)}. Далее просто приравниваем знаменатели и решаем систему линейных алгебраических уравнений.